# Theophil Wurm
Theophil Wurm, né le 7 décembre 1868 à Bâle et mort le 28 janvier 1953 à Stuttgart, est un pasteur allemand. Évêque de l'Église protestante luthérienne en Wurtemberg entre 1929 et 1948, il est connu pour avoir condamné et protesté contre le programme nazi Aktion T4.